# Vignettenmethode
De vignettenmethode of vignetten analyse is een methode uit de marketing, die gebruikt wordt om te onderzoeken wat het relatieve belang is van diverse aspecten bij het maken van keuzes. Per dimensie worden kwadratisch zoveel vignetten gemaakt, dus x^2. Waarbij x het aantal dimensies is. Voorbeeld: vier dimensies = 16 combinaties = 16 vignetten .

## Beperkingen van een simpele enquête
Als men bijvoorbeeld wil onderzoeken welke factoren bepalen of een reiziger de trein neemt, of zijn eigen auto, kan men daarnaar vragen in een enquête. Het rechtstreeks vragen naar de waardering van afzonderlijke aspecten, levert echter niet altijd de gewenste informatie. Stel, dat in de enquête gevraagd wordt: 
- Hoe belangrijk vindt u dat de trein op tijd rijdt?
- Hoeveel mag een retour naar uw werkplek u kosten?
- Vindt u het belangrijk dat u in de trein koffie kunt verkrijgen?
- Hoelang mag de reis duren?

De informatie die men hiermee verkrijgt heeft de volgende beperkingen :
- De verbanden tussen de aspecten worden niet duidelijk. Iemand wil bijvoorbeeld wel veel meer betalen, als er meer comfort wordt geboden, maar alleen als de trein op tijd rijdt.
- Iemand kan strategische antwoorden geven. Zo zullen treinreizigers vaak antwoorden dat ze beslist niet meer willen betalen, om daarmee het prijsbeleid te beïnvloeden. In werkelijkheid zijn sommige reizigers misschien toch wel bereid meer te betalen, afhankelijk van andere aspecten.
- Iemand kan sociaal wenselijke antwoorden geven. Iemand kan bijvoorbeeld een voorkeur voor het openbaar vervoer aangeven, omdat dat beter is voor het milieu, maar in werkelijkheid toch vaker met de auto gaan.
- Vragen naar een geldbedrag zijn vaak moeilijk te beantwoorden.

Echter zijn er ook een aantal niet benoemde voordelen :
- Een vignet experiment is erg respondent efficiënt: het is mogelijk veel data uit relatief weinig respondenten te halen.
- Het is mogelijk gevoelige informatie te ondervragen, doordat er naar denkbeeldige situaties wordt gevraagd.
- Standaardisatie: alle respondenten worden blootgesteld aan dezelfde situatie waardoor de vergelijkbaarheid van antwoorden wordt bevorderd, de persoonlijke kenmerken blijven namelijk hetzelfde en de verdeling is evenredig en random.

## Werkwijze van de vignettenmethode
Een vignet is een kaartje met een schets van de situatie aan de hand van verschillende 
kenmerken (attributen). 
Bij de vignettenmethode krijgen de ondervraagden een aantal van deze vignetten te zien en wordt hen gevraagd steeds hun waardering voor de voorgelegde situatie te geven. Eenvoudig gezegd, aan elk vignet moet een rapportcijfer gegeven worden. Er wordt hierbij gevraagd hoe respondenten zouden reageren in een bepaalde situatie. Wat hieraan ten grondslag ligt is het feit dat er gezocht wordt naar reacties van participanten in fictieve situaties . 
Met behulp van een wiskundige analyse, wordt vervolgens het belang van elk aspect in zijn onderlinge samenhang bepaald. Het belang van verschillende verklarende factoren wordt afgewogen. Daarnaast is het belangrijk dat er per respondent tussen 1 en 5 vignetten wordt gevraagd. Dit om te voorkomen dat respondenten het zat raken en dit de data beïnvloed. 
Een voorbeeld van een vignet voor het onderzoek naar de beoordeling van sollicitanten is de volgende:
| geslacht        | Man                                                              |
| leeftijd        | 23                                                               |
| gezondheid      | Gezond                                                           |
| herkomst        | Nederland                                                        |
| opleiding       | Technische school                                                |
| taalkennis      | beperkt                                                          |
| reistijd        | anderhalf uur                                                    |
| huidige status  | een jaar werkloos                                                |
| beschikbaarheid | parttime, ploegendienst en onregelmatige werktijden geen bezwaar |
| thuissituatie   | gehuwd/samenwonend, twee kleine kinderen, kostwinner             |
| werkervaring    | geen                                                             |
| loonkosten      | Individuele loonkostensubsidie van FL 600,- per maand            |

## Toepassing
De vignettenmethode kan op verschillende onderwerpen en contexten worden toegepast (zie bijvoorbeeld SEO) :
- Klassieke concerten
- Sollicitanten, arbeidsvoorwaarden, banen
- Kantoorruimte
- Geluidshinder van vliegtuigen
- Aard en omvang van de toekomstige behoefte aan tieneropvang

### Mantelzorg
Een typisch voorbeeld van soort conclusies dat met behulp van de vignettenmethode getrokken kunnen worden, zijn  bijvoorbeeld :
- De bereidheid tot het verlenen van mantelzorg is betrekkelijk groot, zo lang dit niet conflicteert met de eigen betaalde arbeid.
- De bereidheid tot mantelzorg hangt af van de sociale afstand. Voor de eigen partner wordt meer opgeofferd dan voor (schoon)ouders, en voor hen weer meer dan voor familie, vrienden en buren.
- Een geldelijke vergoeding kan mensen niet over de streep trekken om hun werk op te geven voor mantelzorg.

### Integratiebeleid
In de Nederlandse politiek staat het beleid met betrekking tot inburgering en integratie van allochtonen sterk ter discussie. Minister Verdonk, oud-minister voor Vreemdelingenzaken en Integratie zag zich geconfronteerd met de vraag wat integratie eigenlijk is; met andere woorden, wanneer zijn allochtonen voldoende geïntegreerd, en zijn er groepen aan te wijzen waar een intensiever beleid nodig is omdat de integratie daar achterloopt.
In 2004 heeft de minister een onderzoek laten uitvoeren waarin met de vignettenmethode werd onderzocht welke aspecten kenmerkend zijn voor de mate van integratie. Er is gekeken naar de aspecten
- opleiding en werk;
- taalbeheersing en -gebruik;
- informele contacten met autochtonen;
- mening over de rechten van gelijke rechten van mannen en vrouwen; en
- oriëntatie op Nederland versus het land van herkomst.

Er is in eerste instantie slechts een haalbaarheidsonderzoek uitgevoerd. Daarbij zijn de vignetten voorgelegd aan een kleine groep deskundigen. Bij een volledig onderzoek zouden de vignetten moeten worden voorgelegd aan een aselecte steekproef uit de Nederlandse bevolking.